# Ermanin
Ermanin es un flavonol. Es aislado de Tanacetum microphyllum.